# فيوليت خير الله الصفدي
فيوليت خيرالله (مواليد عام 1981)، هي مذيعة لبنانية كانت تقدم ربط الفقرات في قناة أل بي سي اللبنانية منذ 2001، ثم انتقلت عام 2009 إلى قناة أم تي في اللبنانية لتقدم النشرات الإخبارية، كما قدمت برنامج سياسي حمل اسم (أكيد فينا) استضافت فيه أصحاب القرار من الوزراء والنواب من جهة والمجتمع المدني من جهة أخرى وذلك لمناقشة موضوعات خاصة في المجتمع اللبناني. استقالت من عملها في محطة «أم تي في» عام 2011 لتعمل مستشارة اقتصادية للوزير محمد الصفدي أثناء توليه منصب وزير المالية. عُينت عام 2019 كوزيرة دولة لشؤون التأهيل الاجتماعي والاقتصادي للشباب والمرأة. أول أعمالها كوزيرة كان تغيير اسم الوزارة لـ«وزارة الدولة لشؤون التمكين الاقتصادي للنساء والشباب». شاركت في مسلسل «عبدو وعبدو» الكوميدي عام 2003، ما عرضها للانتقاد عند تعيينها كوزيرة لاحقاً.

## حياتها الشخصية والعائلية
فيوليت من مدينة بحمدون، كانت متزوجة من شخص من عائلة سلوان، وهذا ما جعلها تظهر بالبداية تحت اسم فيوليت خيرالله سلوان، وبعد انفصالها عنه عادت لاسم عائلتها. وفي عام 2015 تزوجت من النائب والوزير محمد الصفدي وأصبحت بذلك تلقب بفيوليت الصفدي.